# Associazione Sportiva Taranto 1927-1928
Questa pagina raccoglie le informazioni riguardanti l'Associazione Sportiva Taranto nelle competizioni ufficiali della stagione 1927-1928.

## Stagione
Il pomeriggio del 12 luglio 1927, al teatro Apollo di Taranto si tenne la prima assemblea dei soci della nuova "A.S. Taranto", che autotassandosi diedero vita finanziaria al nuovo club. L'evento fu il risultato di una serie di incontri avvenuti nelle settimane precedenti fra i dirigenti di Audace F.B.C. e S.S. Pro Italia, in presenza delle maggiori cariche cittadine e provinciali vigenti (Podestà, Prefetto, segretario federale dei fasci), con la firma di un preliminare il 1º luglio 1927. Le discussioni non furono particolarmente facili e a volte si manifestarono litigi fra le parti. La fusione fu ufficializzata dai giornali il 9 luglio 1927; come in altri casi coevi, la società sportiva adottò per colori sociali quelli del comune, il rosso e blù, mentre la stessa si pose anche l'obiettivo di rilanciare diversi altri sport, tralasciati in quegli ultimi anni. Parecchi tifosi audaciani e proitaliani rimasero comunque per anni legati alle rispettive origini.
Nonostante l'AS Taranto avesse dichiarato che avrebbe acquistato nuovi calciatori, non disponendo di liquidi sufficienti si limitò ad accordare il prestito di due atleti dalla Juventus, trasferitisi in Sud Italia per svolgere l'attività militare: la punta Eugenio Rossi e l'ala Camillo Fenili; quest'ultimo passò subito alla Lazio in quanto il club biancoceleste ne acquistò il cartellino dai piemontesi. Gli altri due calciatori ingaggiati, Lorenzo Gatti e Luigi Biasol, entrambi da società del nord, non furono invece impiegati durante la stagione. Per il resto, il nuovo gruppo era costituito dai componenti delle vecchie Audace (De Lorenzo, Minetola, Mottola, Sculto) e Pro Italia (Palmisano, Carenza, Arzeni, i due Friuli, il portiere Pieri, Mongelli). Tornato dall'esperienza all'Alba Audace in Divisione Nazionale l'ex centrocampista proitaliano Carlo Di Donna, che indossò la fascia di capitano (fu il primo della storia rossoblù). Come trainer fu invece scelto l'ungherese György Kőszegy.
Gli ionici chiusero il campionato al penultimo posto con 14 punti nel girone ridotto a sei squadre dalle otto iniziali, considerando che Savoia e Tivoli furono ritirati agli inizi del girone di ritorno. Tra le 4 vittorie, 6 pareggi e 4 sconfitte ottenuti, i rossoblù fermarono all'andata il Bari FC, 2-2 al Corvisea (i biancobleu vinsero poi il girone), e in entrambe le gare la Fiorentina, 0-0 in casa e 1-1 in trasferta. La squadra di Koszegy vinse inoltre 7-0 su di un Savoia ormai in declino, e 7-2, sempre a Taranto, contro il Foggia nel derby di ritorno. Autore del primo gol nella storia rossoblù fu proprio l'ex juventino Rossi, nella prima giornata di campionato contro l'Ideale di Bari, fra le mura amiche (vittoria finale per 2-0).

## Organigramma societario
Alcune cariche furono modificate fra il 12 e il 13 novembre a causa di dimissioni.
Area direttiva
- Presidente: Giuseppe Buono, poi Antonio Colucci; dal 13 novembre 1927 Pietro Resta
- Vice presidente: Carlo Natale fino al 13 nov. 1927, sostituito da Cesare Alberto Guardone
- Segretario: Cesare Alb. Guardone fino al 13 nov. 1927, sostituito da Francesco Pignatelli
- Cassiere: Egidio Latanza (dal 13 nov. 1927)
- Economo: Michele Tizzani (dal 13 nov. 1927)
- Sede: corso Due mari 17, Taranto

Area sportiva
- Direttore sportivo: Cesare Alb. Guardone fino al 13 nov. 1927, sostituito da Franco Torro

Area tecnica
- Allenatore: György Kőszegy
- Allenatore in seconda: Pignatelli
- Massaggiatore: Giovanni Greco

## Divise
Le divise per la stagione 1927-28 sono state le seguenti:
| Divisa | Alternativa |

## Rosa
| N. |                   | Ruolo | Calciatore                |
| -- | ----------------- | ----- | ------------------------- |
|    | Italia (bandiera) | D     | Vito Arzeni               |
|    | Italia (bandiera) | C     | Michele Caputo            |
|    | Italia (bandiera) | C     | Vito Carenza              |
|    | Italia (bandiera) | C     | Nicola De Lorenzo         |
|    | Italia (bandiera) | C     | Carlo Di Donna (capitano) |
|    | Italia (bandiera) | P     | Luca Fortiguerra          |
|    | Italia (bandiera) | C     | Angelo Friuli (I)         |
|    | Italia (bandiera) | C     | Giuseppe Friuli (II)      |
|    | Italia (bandiera) | A     | Flavio Gioia              |
|    | Italia (bandiera) | D     | Aldo Longhi               |

| N. |                   | Ruolo | Calciatore       |
| -- | ----------------- | ----- | ---------------- |
|    | Italia (bandiera) | A     | Ugo Marino       |
|    | Italia (bandiera) | D     | Cosimo Minetola  |
|    | Italia (bandiera) | C     | Romolo Mongelli  |
|    | Italia (bandiera) | C     | Riccardo Mottola |
|    | Italia (bandiera) | A     | Luigi Palmisano  |
|    | Italia (bandiera) | P     | Guglielmo Pieri  |
|    | Italia (bandiera) | D     | Pignatale        |
|    | Italia (bandiera) | A     | Eugenio Rossi    |
|    | Italia (bandiera) | D     | Cosimo Santini   |
|    | Italia (bandiera) | A     | Aurelio Sculto   |

## Calciomercato
| Acquisti | Acquisti       | Acquisti   | Acquisti |
| R.       | Nome           | da         | Modalità |
| -------- | -------------- | ---------- | -------- |
| D        | Luigi Biasol   | Grion Pola | ?        |
| C        | Lorenzo Gatti  | Genovese   | ?        |
| A        | Camillo Fenili | Juventus   | prestito |
| A        | Eugenio Rossi  | Juventus   | prestito |

| Cessioni | Cessioni       | Cessioni | Cessioni      |
| R.       | Nome           | da       | Modalità      |
| -------- | -------------- | -------- | ------------- |
| A        | Camillo Fenili | Lazio    | fine prestito |